# Georg Biehl
Georg Biehl (* 26. Juli 1845 in München; † 15. Dezember 1895 ebenda) war Bildhauer, Stuckateur und Mitglied des Deutschen Reichstags.

## Leben
Biehl besuchte die Volksschule und nahm dann Privatschulunterricht im Zeichnen. Später war er Schüler einer Modellierschule und der Kunstakademie München. Er unternahm umfangreiche Reisen und arbeitete in größeren Städten wie Berlin, Hamburg und betrieb ein Bildhauer- und Stuckateurgeschäft selbständig seit 1870. Von 1878 bis 1881 war er Mitglied des Gemeindekollegiums München und ab 1881 Mitglied des Magistrats seiner Heimatstadt. Von 1881 bis 1887 war er Mitglied des Bayerischen Abgeordnetenhauses für München, von da ab von Augsburg II. in den Landtag entsendet.
Von 1884 bis 1893 war er Mitglied des Deutschen Reichstags für den Wahlkreis Schwaben 1 (Augsburg, Wertingen) und die Deutsche Zentrumspartei.